# Pseudanthias taeniatus
Pseudanthias taeniatus là một loài cá biển thuộc chi Pseudanthias trong họ Cá mú. Loài này được mô tả lần đầu tiên vào năm 1884.

## Từ nguyên
Tính từ định danh taeniatus trong tiếng Latinh có nghĩa là "có sọc", hàm ý đề cập đến 3 dải trắng trên cá đực của loài này.

## Phạm vi phân bố và môi trường sống
P. taeniatus là loài đặc hữu của Biển Đỏ, nhưng thường bắt gặp phổ biến ở khu vực phía bắc (từ vịnh Aqaba dọc theo bờ biển Ai Cập và Ả Rập Xê Út).
P. taeniatus thường tập trung trên các rạn san hô ở độ sâu khoảng từ 10 đến 40 m.

## Mô tả
Chiều dài cơ thể lớn nhất được ghi nhận ở P. taeniatus là 13 cm.
Đầu và thân cá đực màu đỏ nâu sẫm; bụng màu trắng hồng. Dải sọc trắng từ gáy dọc theo lườn đến cuống đuôi, và một dải trắng dọc lưng. Vây lưng và vây hậu môn hồng nhạt. Vây đuôi trắng hồng với các vệt đỏ ở hai góc. Vây bụng và vây ngực đỏ sẫm. Cá cái có màu vàng cam; bụng trắng. Chấm đỏ trên mỗi vảy. Vây đuôi màu vàng trong, chóp thùy đuôi màu đỏ.
Số gai ở vây lưng: 10; Số tia vây ở vây lưng: 16–17; Số gai ở vây hậu môn: 3; Số tia vây ở vây hậu môn: 6–8; Số gai ở vây bụng: 1; Số tia vây ở vây bụng: 5; Số tia vây ở vây ngực: 17–20; Số vảy đường bên: 44–49.